# کیرسانوف ۹۸۳۴
سیارک ۹۸۳۴ (به انگلیسی: 9834 Kirsanov، نامگذاری:1982TS1) نه هزار و هشتصد و سی و چهارمین سیارک کشف شده‌است که در ۱۴ اکتبر ۱۹۸۲ کشف شد.
قدر مطلق سیارک برابر ۱۲٫۹۰ است.